# Baranisobas lateritius
Baranisobas lateritius là một loài tò vò trong họ Ichneumonidae.